# Masdevallia nivea
Masdevallia nivea là một loài thực vật có hoa trong họ Lan. Loài này được (Luer & R.Escobar) Luer & R.Escobar mô tả khoa học đầu tiên năm 1989.